# Цеддельман, Иван Александрович
Иван Александрович Цеддельман (1739—1800) — генерал-лейтенант, царицынский комендант.

## Биография
Происходил из дворян Эстляндской губернии; двоюродный брат иркутского вице-губернатора Александра Юрьевича Цеддельмана.
Вступил в службу в 1747 году; произведён в подполковники 4 октября 1775 года, служил в Каргопольском пехотном и в Черниговском лёгкоконном полках; участвовал в кампании против турок в 1770—1774 годах и затем против поляков в 1775—1776 годах.
За выслугу лет 26 ноября 1780 года получил орден Св. Георгия 4-й степени (№ 313 по списку Григоровича — Степанова), а 12 февраля 1786 года, в чине полковника, назначен комендантом в Царицын. В 1797 году произведён в генерал-майоры, в 1798 году — в генерал-лейтенанты, а 8 января 1799 года отставлен от службы.